# Hoplocnemis spectabilis
Hoplocnemis spectabilis är en skalbaggsart som beskrevs av Louis Albert Péringuey 1902. Hoplocnemis spectabilis ingår i släktet Hoplocnemis och familjen Melolonthidae. Inga underarter finns listade i Catalogue of Life.